# Lönnshultagölen
Lönnshultagölen är en sjö i Sävsjö kommun i Småland och ingår i Lagans huvudavrinningsområde. Sjön är 3,1 meter djup, har en yta på 0,009 kvadratkilometer och befinner sig 238 meter över havet.